# Das Einhörnchen, das rückwärts leben wollte
Das Einhörnchen, das rückwärts leben wollte ist eine im September 2024 erschienene Sammlung von zwanzig Kurzgeschichten, vom Autor Walter Moers als Flabeln (Kofferwort aus Lachen und Fabeln) bezeichnet. Sie spielen, wie die meisten seiner Bücher, auf dem fiktiven Kontinent Zamonien, und erneut nennt er als Autor den fiktiven Schriftsteller und Lindwurm Hildegunst von Mythenmetz, während sich Moers selber nur als Übersetzer und Herausgeber angibt. Das Buch enthält eine Vielzahl an Illustrationen von Moers.

## Inhalt
Die Kurzgeschichten unterscheiden sich alle stark bezüglich Handlungsrahmen und Protagonisten.

### Das Einhörnchen, das rückwärts leben wollte
Die erste und titelgebende Kurzgeschichte handelt von Kelvin, einem Einhörnchen, welches versucht, dem Tod ein Schnippchen zu schlagen, indem es rückwärts leben möchte. Dazu führt es immer mehr Alltagshandlungen rückwärts aus. Seine Frau Thelma beobachtet diese Versuche mit großem Argwohn und berichtet ihren Verwandten von ihren Sorgen um die Gesundheit ihres Mannes. Ihr Onkel schlägt vor, die Situation zu nutzen und Kelvin einen Streich zu spielen: Nachdem sie ihn betäubt haben, lassen sie sich mit Hilfe von Maskerade sichtbar altern, und als er erwacht, erzählen sie ihm, dass er durch seine Bemühungen in einen langen Schlaf gefallen und als einziger in der Familie jung geblieben ist, während sie alle alt wurden. Kelvin machen die Situation und die Sorge, dass er nun für alle Familienmitglieder sorgen muss, eine solche Angst, dass er fluchtartig die Gruppe verlässt und ein neues Leben beginnen möchte. Dort möchte er ein junges Einhörnchenmädchen beeindrucken und ihm seine Fähigkeit, rückwärts zu altern, demonstrieren. Bei dem Versuch, rückwärts zu klettern, stürzte er allerdings in seinen Tod.

### Der verantwortungsvolle Biber und der hinterlistige Kristallskorpion
Zwei Mitarbeiter von konkurrierenden Lieferdiensten treffen sich zufällig an einem reißenden Fluss, welchen sie überqueren müssen, um ihre wichtigen Pakete auszuliefern. Gemeinsam suchen sie nach einem Weg, den Fluss unbeschadet zu überqueren. Der Skorpion, welcher zu schwer ist, um zu schwimmen, schlägt vor, dass der Biber ihn trägt, während dieser schwimmt. Der Biber befürchtet allerdings, dass der Skorpion, typisch für seine Art, hinterlistig handeln und ihn in eine Falle tappen lässt. Dieser verspricht allerdings, ihm nichts anzutun, und appelliert an die gutmütige Art der Biber. In der Mitte des Flusses aber schüttelt der Biber den Skorpion ab, um sein Paket zu stehlen und zu verkaufen; der Skorpion ertrinkt.

### Der Ubufant, dem nichts unmöglich war
Auf Grund eines Kneipengespräches fühlt sich Rüssel, ein junger Ubufant, herausgefordert, mit einer Rakomotive über die Damönenklamm zu springen. Die Rakomotive ist ein bisher unerprobtes Fluggerät, welches aus den schwersten Materialien gebaut wird und durch Willenskraft zum Fliegen gebracht wird. Nach monatelanger Arbeit für den Bau und Transport des Gefährts platziert er dieses an einem erhöhten Punkt, um mit genug Anlauf das Unmögliche zu probieren. Tatsächlich formt sich in dem Moment des Sprunges ein Dämonenwirbel, ein horizontaler Tornado, unter der Rakomotive und trägt diese fast über die gesamte Schlucht, allerdings lässt er, kurz bevor Rüssel das Ziel erreicht, nach, dieser stürzt in die Tiefe und stirbt.

### Der Beißwolf und das Schmiegehäschen
Die Geschichte handelt von einem harmlos aussehenden Schmiegehäschen namens Bommelschwanz, welches auf brutalste Weise einen Beißwolf ermordet und verspeist, um im Anschluss auch nahezu dessen gesamte Familie und Freunde auszurotten.

### Der Birkenfuchs, der Schuhu und der Laubwolf
Ein betagter und erfolgloser Birkenfuchs, der sich mit Mundraub durchschlägt, versucht, einen Schuhu auszutricksen. Dieser hält ein Stück Käse in seinem Schnabel, und der Fuchs hofft, den Vogel zum Reden zu bringen und sich das herabfallende Essen schnappen zu können. Dieser reagiert allerdings nicht auf den Versuch, und während der Fuchs ihn weiter bearbeitet, wird er von hinten von einem Laubwolf angefallen und getötet.

### Das Monokel des Zyklopen
Als der Teufelsfelszyklop Horggh die altersbedingte Verschlechterung seiner Sehkraft bemerkt, will er diese Tatsache vorerst nicht wahrhaben. Doch auch andere Symptome zeigen ihm immer deutlicher, das sein Körper abbaut, weshalb seine Frau versucht, ihn zu überreden, einen Arzt aufzusuchen. Stattdessen kauft er sich allerdings ein Monokel in der Apotheke. Als er am nächsten Tag plötzlich eine innere Stimme hört, die sich als „Niemand“ vorstellt und ihn in den Wahnsinn und Selbstmord treiben möchte, kann er mit Hilfe des Monokels erkennen, dass es sich in Wirklichkeit um eine Ameise im Waschbecken handelt. Diese gibt zu, dass seine Frau sie mit dem Ziel geschickt hat, dass er als wahnsinnig wahrgenommen und vom Arzt als unzurechnungsfähig erklärt wird, was zu seiner Entmündigung geführt hätte. Nachdem Horggh den Plan durchschaut hat, tötet er die Ameise und lässt sich von seiner Frau scheiden.

### Der Werwolf, der ein Wiewolf sein wollte
Während des Deklinierens im Lateinunterricht fängt Werwolf Werner an, über seine Existenz zu philosophieren, und fragt sich, warum er ein Werwolf und kein Wiewolf ist. Auf dem Heimweg trifft er ein verzaubertes Wurzmännchen, das ihm verspricht, ihn in einen Wiewolf zu verzaubern, wenn er drei Fragen beantwortet. Nachdem die ersten beiden Fragen für Werner kein Problem darstellen, scheitert er an der dritten Frage, der Übersetzung eines langen lateinischen Textes, weshalb ihm sein Wunsch verwehrt bleibt.

### Die neun Dummwölfe und der Schlaufuchs
Neun Dummwölfe streiten sich darüber, wie sie zehn geraubte Schafe am besten unter sich aufteilen können, und beschließen, den am Waldrand lebenden Schlaufuchs nach Rat zu fragen. Dieser schlägt vor, dass sie ihm neun Schafe abgeben und sich das letzte zu neunt teilen. Daraufhin greifen sie den Fuchs an, verprügeln ihn, rauben ihn aus und brennen sein Haus nieder.

### Die Blaufell-Lemminge und die Schwarzweißen Hermeline
Mingo und Bingo, zwei Blaufell-Lemminge, diskutieren während eines Tanz- und Diskussionsrituals, welches traditionell mit einem Massensuizid der Lemminge endet, über ebendiese Tradition. Sie zerstreiten sich, und während Mingo in der Hoffnung auf ein besseres Leben im Jenseits fest entschlossen in seinen Freitod rennt, diesen aber schwer verletzt überlebt und qualvolle Jahre im Rollstuhl durchlebt, möchte Bingo sein Leben retten, flieht vor der Szenerie und trifft auf eine Gruppe Hermeline, welche ihn erschlagen und umbringen.

### Die zweitausendjährige Schildkröte und die Halbtagsfliege
Die Geschichte behandelt ein Gespräch, in welchem die sehr alte Schildkröte der sehr kurzlebigen Fliege ihre Lebensgeschichte erzählt. Die Geschichte endet damit, dass die Schildkröte von einem Meteoriten erschlagen wird und die Fliege unbekümmert hinweg fliegt, ihr ganzes Leben noch vor sich habend.

### Die fleischfressende Pflanze, die sich vegetarisch ernähren wollte
Eine Venusfliegenfalle namens Blümchen kämpft mit Zweifeln an ihrer karnivoren Ernährungsweise. Daraus entwickelt sich eine Diskussion über Nahrung und die verschiedenen Taxonomien mit benachbarten Pflanzen und Tieren. Die Geschichte endet damit, dass Blümchen reflexartig, aber gegen ihren Willen einen Schmetterling verspeist, und mit einem Metakommentar zu sprechenden Tieren, Pflanzen und Gesteinen in Flabeln.

### Der Ubufant, der nur donnerstags war
Ein künstlerisch tätiger Ubufant unterbreitet seiner Frau den Wunsch, dass er nur noch donnerstags existieren möchte. Seine Frau reagiert voller Unverständnis und skeptisch gegenüber seiner schrägen Idee. Sie tauscht sich mit ihrer Putzhilfe, einer Schreckse, darüber aus, welche ihr daraufhin ein Gift empfiehlt. Mit diesem vergiftet die Frau ihren Ehemann und besucht sein Grab immer donnerstags. Im Blumenladen vor dem Friedhof beginnt sie einen Flirt mit einem jungen Ubufanten.

### Die zwei Blattschneiderameisen
Die Geschichte erzählt die unterschiedlichen Lebenswege von zwei Blattschneiderameisen, die in ihrer Jugend gut befreundet waren. Während die eine ein Vorzeigeleben lebt, gute Noten in Schule und Universität hat, fleißig ist und auf eine Karriere aus ist, lebt die andere ein rebellisches Leben, in dem sie die Schule abbricht, sich gegen ihre Pflegeeltern und das System auflehnt und dem Drogenkonsum und -handel verfällt. Die schlechte Fächerwahl der fleißigen Ameise treibt sie am Ende in einen unerfüllten Job am Fließband, während ihr ehemaliger Freund durch Zufall einen Bestseller-Roman verfasst und damit Ruhm und Wohlstand erntet. Die beiden Ameisen treffen sich Jahre später bei einer Signierstunde wieder.

### Die vier Musiktiere
Es wird die Geschichte von vier Insekten erzählt, welche gemeinsam eine Band gegründet haben und damit regelmäßig in einer lokalen Bar auftreten. Ihre Musik, die eher experimentell ist, kommt nicht besonders gut beim Publikum an, und nachdem die Kneipe schließen muss, löst sich die Band auf. Jeder der vier Musiker startet eine Solokarriere, mit sehr unterschiedlichem Erfolg.

### Die beiden Vampirgeierbrüder, die immer einer Meinung waren
Die Geschichte handelt von zwei Vampirgeierzwillingen, welche mit dem Flüggewerden von ihren Eltern für ihren ersten Flug aus dem Nest gestoßen werden sollen. Sie genießen es allerdings so sehr, umsorgt und durchgefüttert zu werden, dass sie sich weigern, das Nest zu verlassen. Sie versuchen mit ihren Eltern zu diskutieren und sie davon zu überzeugen, den Zustand für immer beizubehalten. Die Eltern, genervt von ihren Söhnen, packen diese am Nacken und werfen sie aus dem Nest. Der eine Bruder stürzt in seinen Tod, während der andere seine Flügel ausbreitet und spontan zu fliegen anfängt.

### Ein Froschling macht noch keinen Sommer
Bei seinem Vorstellungsgespräch in einem Restaurant preist der Froschling seine extrem präzise Wetterfühligkeit an und verkauft dem Inhaber die Idee, dass er mit dem Wissen über das kommende Wetter ideal auf die Wünsche seiner Gäste eingehen kann. Dieser ist überzeugt und hofft, so seine Profite steigern zu können. Doch bereits mit seiner ersten Prognose liegt der Froschling weit daneben, und statt Sommerwetter gibt es einen Schneesturm. Das Restaurant kann seine leichte, sommerliche Kost nicht unter die Leute bringen. Die Situation wiederholt sich noch einige Male, und der Froschling versucht sich mit immer neuen Ausreden herauszuwinden. Als der Inhaber ihn zur Rede stellt, bricht der Froschling in Tränen aus und gibt zu, dass er komplett aus der Art geschlagen ist und keine der Fähigkeiten besitzt, die für einen Froschling typisch sind. Der Inhaber hingegen sieht noch ein letztes Potenzial in seinem Angestellten, indem er ihn ermordet und zu einem Gericht verarbeitet.

### Der Habicht, der alles und nichts haben wollte
Ein Graufederhabicht, der ein erfolgreiches Leben gelebt hat und alles zu haben scheint, wird von seiner Frau und seinem Arzt wegen seiner verschiedenen Leiden als Hypochonder verrufen und nicht ernst genommen. Als er dann wiederholt einen Schmerz in der Brust verspürt, traut er sich nicht, diesen anzusprechen, und verstirbt in der folgenden Nacht an einem Herzinfarkt.

### Der yhollisische Trollbluthund und die Kratze
Der Trollbluthund Bruto erzählt seinem Freund, dem Krätzchen Echo, davon, dass er in letzter Zeit immer wieder kratzentypisches Verhalten bei sich feststellt. Echo empfiehlt ihm, einen Schrecksenmeister für ein Genomumwandlung aufzusuchen. Dafür müssen sie allerdings zuerst aus dem Militärdienst desertieren, in dem sie gerade dienen. Sie begeben sich nach Sledwaya, wo Echo noch einen Schrecksenmeister kennt. Beim dritten Versuch gelingt ihm die Umwandlung, und Bruto wachsen Erkennungszeichen einer Kratze. Echo gesteht ihm daraufhin, dass er schon immer in die Kratze in ihm verliebt war, und sie heiraten und führen ein glückliches Leben zusammen.

### Die silberne Witwe und ihr kleiner Gatte
Ein Spinnenehepaar unterhält sich beim Abendessen über die Frage, ob der Ehemann noch andere Weibchen attraktiv findet, doch dieser lenkt das Gespräch schnell auf die Frage, ob das Gerücht stimmt, dass Silberne Witwen ihre Gatten nach dem Sexualakt verspeisen. Diese leugnet das Gerücht, doch eine im Netz gefangene Motte bekräftigt es wieder. Die Geschichte endet mit dem Vorschlag der Gattin, den Akt zu vollziehen; ob der Ehemann dies überlebt, bleibt offen.

### Der Buchling, der nur noch knoteln wollte
Der Buchling Wudlik Jelzer Fohnemaz („Ludwik Lejzer Zamenhof“) möchte die Kommunikation in den Katakomben von Buchhaim revolutionieren und erfindet daher das Knoteln. Mit dieser Zeichensprache, welche durch Laute unterstützt wird, möchte er Frieden stiften mit den Feinden der Buchlinge. Seine Kollegen sind alle sehr skeptisch und erklären ihn für verrückt. Außerhalb der Sicherheit der ledernen Grotte, dem Zuhause der Buchlinge, hat er tatsächlich zweimal Erfolg mit seiner Methode, und durch seine Geste des Friedens, bestehend aus einem Kussmund und einem aus den Händen geformten Herzen, kann er zwei vermeintliche Feinde als Freunde gewinnen. Doch als er auf eine Sphinxxxxe trifft, eine blinde und taube Lebensform, versagt seine Kommunikationsart und er wird von dieser erlegt.

## Stil
Viele der Geschichten enden auf eine sehr tragische Weise für den Protagonisten. Diese Art von Ende, die mit dem erwarteten Happy End bricht, beschreibt Moers (in seiner Rolle als Mythenmetz) in Ensel und Krete als typisch für die zamonische Literatur. Dieser Zynismus stellt darüber hinaus eine stilistische Rückkehr zu den Comics und literarischen Anfängen Moers in den 70er und 80er dar, welche sich auch in dem Umdichten von bürgerlich-hochmoralischen Märchen wiederfindet.
Die Kurzgeschichten enthalten eine Vielzahl von Motiven und Anspielungen. So finden sich viele Bezüge zu den anderen Büchern aus der Zamonien-Reihe. Beispielsweise werden Professor Doktor Abdul Nachtigaller, Phistomefel Smeik oder Kapt’n Blaubär erwähnt, das Krätzchen Echo aus dem Schrecksenmeister kommt sogar als Protagonist einer Geschichte vor.
Daneben finden sich viele popkulturelle oder literarische Referenzen. So werden der Klimawandel und seine Folgen, inklusive einer kritischen Gegenstimme, welche behauptet, extreme Naturereignisse seien schon immer aufgetreten und somit kein Beweis, erwähnt.  Der Waschbär Pedro stellt eine Anspielung an das auf dem Lied von Raffaella Carrà basierende Meme dar. In einer späteren Geschichte kommt mit dem Zyklopen und der Ameise eine direkte Referenz an Homers Geschichte von dem Zyklopen Polyphem aus der Odyssee vor, das Buch und ein Teil der Handlung werden auch in der Kurzgeschichte erwähnt und als das einzige bekannte Buch der Zyklopen beschrieben. Auch der Kategorische Imperativ von Immanuel Kant wird erwähnt.
Viele weitere Anspielungen sind nicht so klar erkennbar und geben dem Leser viel Raum für Interpretation.
Im Nachwort beschreibt Moers den Prozess des „Übersetzens“, und dass eine Schwierigkeit darin bestand, den Humor vom Zamonischen ins Deutsche zu übertragen.

## Rezeption
Das Buch wurde von Kritikern gemischt, allerdings eher positiv aufgenommen.
Biggi Müller vergleicht im BRF1 das Buch mit Fabeln aus dem Orient und der Antike und hebt lobend hervor, dass Moers diese modernisiert hat.

„Ist sie also nicht reichlich angestaubt? Nicht in der Version des Erfolgsduos Hildegunst von Mythenmetz und Walter Moers. Sie präsentieren zwanzig zamonische "Lachfabeln", kurz "Flabeln" die laut Großem Erchl, dem offiziellen Regelwerk der zamonischen Literatur, mindestens sieben Schmunzeln, drei Lacher und eine Scherzfigur enthalten müssen.“

Auch Literaturkritiker Denis Scheck lobt die Genialität der Charaktere sowie den Bruch von Leseerwartung und die überraschenden Wendungen.
Das Buch hat im Oktober 2024 den zehnten Platz der Spiegel-Bestsellerliste belegt.

### Textausgaben
- Das Einhörnchen, das rückwärts leben wollte. Penguin, München 2024, ISBN 978-3-328-60404-4. Gebundene Ausgabe.

### Hörbuch
- Das Einhörnchen, das rückwärts leben wollte. Der Hörverlag, München 2024, ISBN 978-3-8445-5187-7, gelesen von Andreas Fröhlich.